# Eaton Bray
Eaton Bray är en ort och civil parish i Bedfordshire i England. Den ligger strax väster om Dunstable, cirka 50 kilometer nordost om London. Folkmängden uppgick till 3 912 invånare vid folkräkningen 2011, på en yta av 1,44 km².
Namnet Eaton är vanligt i England, och kommer från fornengelskans eitone, som betyder "gård vid en flod". Den fanns omnämnd i Domesday Book från 1086 som Eitone. Suffixet Bray syftar på Sir Reginald Bray och familjen som en gång i tiden ägde en herrgård i området.